# Castanopsis undulatifolia
Castanopsis undulatifolia là một loài thực vật có hoa trong họ Fagaceae. Loài này được G.A.Fu mô tả khoa học đầu tiên năm 1994.